# Если копнуть поглубже
«Если копнуть поглубже» (англ. Spadework, 2001) — последний роман Тимоти Ирвинга Фредерика Финдли, известного канадского писателя и драматурга — посвящён канадскому городу Стратфорду и Стратфордскому шекспировскому театральному фестивалю, его актёрам и перипетиям событий между ними. Автор сам не раз принимал участие в фестивале и как организатор, и как актёр, и как драматург.

## Описание романа
Оригинальное название романа («англ. Spadework») возможно перевести с английского языка как «кропотливая, трудоемкая, неблагодарная работа», буквально же это составное слово можно перевести как «работа лопатой». По мнению критиков, такой вариант прочтения, явно предполагавшийся автором, концентрирует внимание читателя на эпизоде, с которого начинается череда событий, стремительно разрушающих жизнь театрального декоратора, художницы Джейн Кинкейд. Садовник Люк, её сосед, во время работы в её саду нечаянно перерубает лопатой телефонный кабель, и делает это как раз в тот момент, когда её муж, талантливый актёр с начинающей складываться карьерой и любящий отец Гриффин, так ждёт звонка от режиссёра. В центре всего романа стоит любовь и сложные отношения между героями. В итоге, именно сын главных героев, его переживания произошедшего в середине разрыва между родителями и станут той силой, которая восстановит потерянное семейное спокойствие и счастье. По мнению критиков из «Эха Москвы», роман представляет собой:
…каноническое произведение, выдержанное в духе традиций классической романной эпохи…
Критики утверждают, что роман представляет собой создание классической пьесы в современных условиях, однако, особенностью Финдли является то, насколько незаметно персонажи его книги занимают стандартные для драмы позиции-роли. За очень спокойным ходом повествования, по мнению издания «Книжное обозрение», стоит «совершенно шекспировское нагромождение страстей». Автор, с малых лет принадлежащий западному классическому театральному миру, в своем сочинении постоянно отсылает читателя к трагедиям Шекспира. Само действие разворачивается в Стратфорде, канадском городке, где ежегодно проходит Стратфордский шекспировский театральный фестиваль. Причем, как и у средневекового классика, в произведении Финдли по мере закручивания сюжета растет и количество трупов. Смерть, использующая стечение обстоятельств, как и положено, не щадит никого — ни младенцев, ни молодых женщин и мужчин, ни собак. Кстати, образ собаки, традиционно символизирующей верность и преданность в европейском искусстве, в романе особенно важен как современный символ семейного благополучия.
По мнению рецензентов российского издания романа, в сочинении Финдли прослеживаются все необходимые сложной театральной драме элементы:
дурная весть, появление призраков (приезд бывшей жены к режиссёру-гею), убийства, измены, разоблачения, подсматривания и подслушивания, друзья-двойники главных героев, верная прислуга и, конечно, любовные послания. Очаровательная обратная метаморфоза, превращение жизни в театр осуществляется Джейн, изобразившей в образе святого Георгия на витраже для постановки «Ричарда III» телефониста, починившего перерубленный кабель. Подобных «подмен» в тексте много, и наблюдать их, анализировать весьма интересно.
Роман Финдли, по мнению критиков, адресован тем, кто любит классический репертуар театра, театральную атмосферу, нестандартные детективы, хорошие любовные романы. По их мнению, это легкое, приятное и умное чтение.

## Основные персонажи
- Джейн Кинкейд (Jane Kincaid) — свободный художник. её настоящее имя — Аура Ли Терри, она родом из Плантейшн, штат Луизиана, США.
- Гриффин Кинкейд (Griffin Kincaid) — её муж, актёр в возрасте примерно 30 с лишним лет
- Уилл Кинкейд (Will Kincaid) — семилетний мальчик, их сын («…уже заядлый читатель, маленький умник и молчун…»[3])
- Джонатан Кроуфорд (Jonathan Crawford) — режиссёр;
- Зои Уокер (Zoë Walker) — актриса, 21 год;
- Найджел Декстер (Nigel Dexter) — актёр, друг Гриффина;
- Мерси Боуман (Mercy Bowman) — нянька Уилла и домработница Кинкейдов, («…добрая пожилая женщина…»[3]).